# Seznam poslancev devete italijanske legislature
Seznam poslancev devete italijanske legislature prikazuje imena poslancev Devete legislature Italijanske republike po splošnih volitvah leta 1983.

## Povzetek sestave
| Parlamentarne skupine                         | končna Leg. |
| --------------------------------------------- | ----------- |
| Komunisti                                     | 177         |
| Krščanski demokrati                           | 226         |
| Movimento Sociale Italiano - Destra Nazionale | 42          |
| Partito Socialista Democratico Italiano       | 22          |
| Partito Socialista Italiano                   | 74          |
| Repubblicano                                  | 29          |
| Sinistra Indipendente                         | 20          |
| Partito Liberale Italiano                     | 16          |
| Democrazia Proletaria                         | 7           |
| Partito Radicale                              | 9           |
| Misto                                         | 8           |
| Skupaj                                        | 630         |

Sestava skupine Misto
|                                                | končna Leg. |
| ---------------------------------------------- | ----------- |
| Südtiroler Volkspartei                         | 3           |
| Liga Veneta                                    | 1           |
| Unione Valdostana - Democratici Popolari - UVP | 1           |
| poslanci, ki ne pripadajo nobeni skupini       | 3           |
| Skupaj                                         | 8           |

## Predsedstvo

#### Predsednik
- Nilde Iotti (PCI)

#### Podpredsedniki
- Oscar Luigi Scalfaro (DC) (zapustila funkcijo 4.8.1983)
- Giuseppe Azzaro (DC) (izvoljen 29.9.1983)
- Oddo Biasini (PRI)
- Aldo Aniasi (PSI)
- Vito Lattanzio (DC)

#### Kvestorji
- Luigi Giglia (DC) (zapustila funkcijo 21.12.1983)
- Luciano Radi (DC) (izvoljen 19.1.1984)
- Mauro Seppia (PSI)
- Bruno Fracchia (PCI) (zapustila funkcijo 17.7.1986)
- Rubes Triva (PCI) (izvoljen 17.7.1986)

#### Sekretarji
- Eriase Belardi Merlo (PCI)
- Giancarla Codrignani (Sin.Ind.)
- Filippo Fiandrotti (PSI)
- Pietro Zoppi (DC)
- Renzo Patria (DC)
- Egidio Sterpa (PLI)
- Antonio Guarra (MSI-DN)
- Giuseppe Amadei (PSDI) (zapustila funkcijo 28.11.1984)
- Dino Madaudo (PSDI) (izvoljen 28.11.1984)

## Parlamentarne skupine

### Krščanski demokrati

#### Predsednik
- Virginio Rognoni (v funkciji do 1.8.1986)
- Mino Martinazzoli (v funkciji od 8.10.1986)

#### Podpredsedniki
- Nino Cristofori (v funkciji od 14.10.1983)
- Silvestro Ferrari (v funkciji od 14.10.1983 do 5.12.1985)
- Giuseppe Fornasari (v funkciji od 5.12.1985)
- Tarcisio Gitti (v funkciji od 14.10.1983)
- Mariotto Segni (v funkciji od 14.10.1983 do 5.12.1985)
- Giovanni Zarro (v funkciji od 5.12.1985)

#### Sekretarji
- Ferdinando Russo (v funkciji od 14.10.1983)
- Raffaele Russo (v funkciji od 14.10.1983)
- Giuseppe Zuech (v funkciji od 14.10.1983)

#### Upravni tajnik
- Carlo Sangalli (v funkciji od 14.10.1983)

#### Člani
- Giancarlo Abete
- Alberto Aiardi
- Domenico Amalfitano
- Beniamino Andreatta
- Giuseppe Andreoli
- Giovanni Andreoni
- Giulio Andreotti
- Piero Angelini
- Tina Anselmi
- Baldassare Armato
- Lino Armellin
- Vitale Artese
- Giuseppe Astone
- Gianfranco Astori
- Giacomo Augello
- Giuseppe Azzaro
- Luciano Azzolini
- Nello Balestracci
- Piero Angelo Balzardi
- Moreno Bambi
- Italo Becchetti
- Guido Bernardi
- Fortunato Bianchi
- Vincenzo Bianchi di Lavagna
- Giovanni Carlo Bianchini
- Gerardo Bianco
- Tommaso Bisagno
- Guido Bodrato
- Gilberto Bonalumi
- Andrea Bonetti
- Franco Bonferroni
- Angelo Bonfiglio
- Andrea Borri
- Andrea Borruso
- Franco Bortolani
- Bruno Bosco
- Manfredi Bosco
- Giuseppe Botta
- Piergiorgio Bressani (v funkciji do 15.1.1986)

Paolo Micolini (prevzel 16.1.1986)
- Italo Briccola
- Beniamino Brocca
- Francesco Bruni
- Mauro Bubbico
- Paolo Cabras
- Paolo Caccia
- Francesco Cafarelli
- Mario Campagnoli
- Rodolfo Carelli
- Natale Carlotto
- Giuseppe Caroli
- Giovanni Carrus
- Francesco Casati
- Carlo Casini
- Pier Ferdinando Casini
- Francesco Cattanei
- Paola Cavigliasso
- Benito Cazora (v funkciji do 19.6.1985)

Silvia Costa (političarka) (prevzela 19.6.1985)
- Adriano Ciaffi
- Bartolomeo Ciccardini
- Paolo Cirino Pomicino
- Severino Citaristi
- Giovanni Cobellis
- Emilio Colombo
- Sergio Coloni
- Alfredo Comis
- Felice Contu
- Marino Corder
- Umberto Corsi
- Mario D'Acquisto
- Florindo D'Aimmo
- Mario Del Castello
- Giuseppe Antonio Dal Maso
- Clelio Darida
- Ciriaco De Mita
- Giuseppe Degennaro
- Paolo Del Mese
- Renato Dell'Andro (v funkciji do 24.7.1985)

Natale Pisicchio (prevzel 24.7.1985)
- Antonino Drago
- Luciano Falcier
- Luciano Faraguti
- Franco Fausti
- Silvestro Ferrari (v funkciji do 29.8.1986)

Ettore Palmiro Pedroni (prevzel 8.9.1986)
- Mario Fioret
- Publio Fiori
- Giovanni Angelo Fontana
- Arnaldo Forlani
- Franco Foschi
- Luigi Foti
- Carlo Fracanzani
- Roberto Franchi
- Giovanni Galloni
- Mariapia Garavaglia
- Giuseppe Gargani
- Alberto Garocchio
- Remo Gaspari
- Antonio Gava
- Luigi Giglia (v funkciji do 21.12.1983)

Raffaello Rubino (prevzel 18.1.1984)
- Luigi Gioia
- Giovanni Goria
- Ugo Grippo
- Antonino Gullotti
- Mauro Ianniello
- Girolamo La Penna
- Vincenzo La Russa
- Pasquale Lamorte
- Vito Lattanzio
- Pino Leccisi
- Silvio Lega
- Lodovico Ligato (v funkciji do 13.1.1986)

Mario Bruno Laganà (prevzel 15.1.1986)
- Concetto Lo Bello
- Arcangelo Lobianco
- Antonino Lombardo
- Pino Lucchesi
- Francesco Lussignoli
- Franco Malfatti
- Piergiovanni Malvestio
- Vincenzo Mancini
- Manfredo Manfredi
- Calogero Mannino
- Clemente Mastella
- Antonio Matarrese
- Sergio Mattarella
- Roberto Mazzotta (v funkciji do 3.3.1987)

Roberto Confalonieri (prevzel 10.3.1987)
- Salvatore Meleleo
- Luigi Memmi
- Gioacchino Meneghetti
- Carmine Mensorio
- Francesco Merloni
- Carlo Merolli
- Filippo Micheli
- Riccardo Misasi
- Nicola Monfredi (v funkciji do 29.8.1985)

Giuseppe Leone (prevzel 25.9.1985)
- Giovanni Mongiello
- Gianpaolo Mora
- Paolo Enrico Moro (v funkciji do 15.9.1986)

Giancarlo Galli (prevzel 18.9.1986)
- Vito Napoli
- Anna Nenna D'Antonio
- Benedetto Vincenzo Nicotra
- Anna Maria Mauro Nucci
- Dante Oreste Orsenigo
- Bruno Orsini
- Gianfranco Orsini
- Ettore Paganelli
- Filippo Maria Pandolfi
- Valentino Pasqualin
- Renzo Patria
- Gianmario Pellizzari
- Antonino Perrone
- Pasquale Perugini
- Angelo Picano
- Flaminio Piccoli
- Matteo Piredda
- Beppe Pisanu
- Claudio Pontello
- Costante Portatadino
- Carmelo Pujia
- Calogero Pumilia
- Vittoria Quarenghi (v funkciji do 6.2.1984)

Bruno Ferrari (prevzel 16.2.1984)
- Nicola Quarta
- Francesco Quattrone
- Giuseppe Quieti
- Giovanni Battista Rabino
- Luciano Radi
- Renato Ravasio
- Luciano Rebulla
- Romeo Ricciuti
- Luciano Righi
- Luigi Rinaldi
- Rolando Rocchi
- Gianfranco Rocelli
- Giacomo Rosini
- Stefano Rossattini
- Alberto Rossi
- Luigi Rossi di Montelera
- Attilio Ruffini
- Giuseppe Russo
- Vincenzo Russo
- Nicola Sanese
- Giorgio Santuz
- Angelo Sanza
- Giuseppe Saretta
- Adolfo Sarti
- Gastone Savio
- Alessandro Scaiola
- Oscar Luigi Scalfaro
- Vincenzo Scotti
- Giacomo Sedati (v funkciji do 7.1.1984)

Bruno Vecchiarelli (prevzel 18.1.1984)
- Carlo Senaldi
- Giuliano Silvestri
- Giuseppe Sinesio
- Pietro Soddu
- Vincenzo Sorice
- Bruno Stegagnini
- Fiorentino Sullo
- Antonio Tancredi
- Mario Tassone
- Nadir Tedeschi
- Giancarlo Tesini
- Salvatore Urso
- Mario Usellini
- Antonio Ventre
- Nicola Vernola
- Bruno Vincenzi
- Michele Viscardi
- Vincenzo Viti
- Giuseppe Zamberletti
- Bruno Zambon
- Amedeo Zampieri
- Antonino Zaniboni
- Michele Zolla
- Pietro Zoppi
- Giuliano Zoso
- Giuseppe Zurlo

Dne 31.5.1985 se je pridružil skupini poslanec Salvatore Genova - originalno član Partito Socialista Democratico Italiano

### Italijanska komunistična partija

#### Predsednik
- Giorgio Napolitano (v funkciji do 7.5.1986)
- Renato Zangheri (v funkciji od 7.5.1986)

#### Podpredsedniki
- Ugo Spagnoli (v funkciji do 26.2.1986)
- Adalberto Minucci (v funkciji od 7.5.1986)

#### Sekretarji
- Maria Teresa Capecchi (v funkciji do 7.5.1986)
- Enrico Marrucci (v funkciji do 7.5.1986)
- Rubes Triva (v funkciji do 29.7.1986)
- Giorgio Macciotta
- Mario Pochetti
- Guido Alborghetti (v funkciji od 7.5.1986)
- Romana Bianchi Beretta (v funkciji od 7.5.1986)
- Gianluca Cerrina Feroni (v funkciji od 7.5.1986)
- Claudio Petruccioli (v funkciji od 7.5.1986)
- Bruno Fracchia (v funkciji od 29.7.1986)

#### Člani
- Giovanni Alasia
- Abdon Alinovi
- Malgari Amadei Ferretti
- Franco Ambrogio
- Vito Angelini
- Silvio Antonellis
- Varese Antoni
- Francesco Aulesi
- Licia Badesi Polverini
- Arnaldo Baracetti
- Augusto Antonio Barbera
- Luciano Barca
- Nedo Barzanti
- Eriase Belardi Merlo
- Giulio Bellini
- Antonio Bellocchio
- Luigi Benevelli
- Enrico Berlinguer (v funkciji do 11.6.1984)

Lorenzo Ciocci (prevzel 21.6.1984)
- Antonio Bernardi (v funkciji do 4.12.1986)

Liliana Albertini (prevzela 11.11.1986)
- Giancarlo Binelli
- Mario Birardi (v funkciji do 21.11.1985)

Mario Pinna (prevzel 28.11.1985)
- Fausto Bocchi (v funkciji do 7.5.1986)

Elena Montecchi (prevzela 22.5.1986)
- Giovanna Bochicchio Schelotto
- Livio Boncompagni
- Piera Bonetti Mattinzoli
- Gianfrancesco Borghini
- Milvia Boselli
- Giovanna Bosi Maramotti
- Angela Maria Bottari
- Alfio Brina
- Riccardo Bruzzani
- Luigi Bulleri
- Vasco Calonaci
- Flora Calvanese
- Severino Cannelonga
- Leo Canullo
- Milziade Caprili
- Emanuele Cardinale
- Luigi Castagnola
- Adriana Ceci Bonifazi
- Enea Cerquetti
- Mario Chella
- Salvatore Cherchi
- Michele Ciafardini
- Antonio Ciancio
- Paolo Emilio Ciofi degli Atti
- Maria Cocco
- Leda Colombini
- Lucia Cominato
- Antonio Conte
- Pietro Conti
- Silverio Corvisieri

poslanec do 2.2.1984 in se potem pridruži skupini Misto
- Giuseppe Crippa
- Antonino Cuffaro
- Rocco Curcio (v funkciji do 12.6.1985)

Antonio De Gregorio (prevzela 12.6.1985)
- Michele D'Ambrosio
- Ferruccio Danini
- Sergio Dardini
- Arnaldo Di Giovanni
- Vanda Dignani Grimaldi
- Renato Donazzon
- Orlando Fabbri
- Adriana Fabbri Seroni (v funkciji do 9.2.1984)

Nicola Manca (prevzela 22.2.1984)
- Edda Fagni
- Vincenzo Fantò
- Franco Ferri
- Giovanna Filippini
- Costantino Fittante
- Angela Francese
- Elio Gabbuggiani
- Isaia Gasparotto
- Giuseppe Gatti
- Bianca Gelli
- Andrea Geremicca
- Giovanni Giadresco
- Angela Giovagnoli Sposetti
- Giuliano Gradi
- Michele Graduati
- Maria Teresa Granati Caruso
- Lelio Grassucci
- Giovanni Grottola
- Enrico Gualandi
- Paolo Guerrini
- Guido Ianni
- Pietro Ingrao
- Nilde Iotti
- Bernardino Alvaro Jovannitti
- Valentina Lanfranchi Cordioli
- Francesco Loda
- Adriana Lodi Faustini Fustini
- Pasquale Lops
- Francesco Macis
- Anna Mainardi Fava
- Antonino Mannino
- Enrico Marrucci
- Lamberto Martellotti
- Teresa Migliasso
- Rosanna Minozzi
- Nanda Montanari Fornari
- Antonio Montessoro
- Renzo Moschini
- Giovanni Motetta
- Alessandro Natta
- Renato Nicolini
- Achille Occhetto
- Mauro Olivi
- Giancarlo Pajetta
- Ermenegildo Palmieri
- Rosella Palmini Lattanzi
- Fulvio Palopoli
- Aldo Pastore
- Anna Maria Pedrazzi Cipolla
- Eugenio Peggio
- Giuseppe Pernice
- Edilio Petrocelli
- Santino Picchetti
- Giuseppe Pierino
- Gianugo Polesello
- Gian Gaetano Poli
- Enzo Polidori
- Franco Proietti
- Alberto Provantini
- Elio Quercioli
- Alfredo Reichlin
- Adelmo Riccardi
- Federico Ricotti
- Silvano Ridi
- Salvatore Rindone
- Gianni Wilmer Ronzani
- Giovanni Rossino
- Antonio Rubbi
- Francesco Samà
- Luigi Sandirocco
- Salvatore Sannfilippo
- Bernardo Sanlorenzo
- Benedetto Sannella
- Francesco Sapio
- Armando Sarti
- Edmondo Sastro
- Angelo Satanassi
- Alba Scaramucci Guaitini
- Rino Serri
- Sergio Soave
- Ugo Spagnoli (v funkciji do 26.2.1986)

Viller Manfredini (prevzel 27.2.1986)
- Agostino Spataro
- Lucio Strumendo
- Gianfranco Tagliabue
- Mario Toma
- Giuseppe Torelli
- Aldo Tortorella
- Felice Trabacchi
- Ivanne Trebbi Aloardi
- Neide Umidi Sala
- Giuseppe Vacca (deputato)
- Giuseppe Vignola
- Luciano Violante
- Biagio Virgili (v funkciji do 1.10.1986)

Alberto Ferrandi (prevzel 2.10.1986)
- Paolo Zanini
- Francesco Zoppetti

Dne 1.12.1984 se pridružijo skupini poslanci Luca Cafiero, Famiano Crucianelli, Alfonso Gianni, Lucio Magri in Massimo Serafini - originalno člani Mešane-Demokratske stranke proletarske enotnosti

### Partito Socialista Italiano

#### Predsednik
- Rino Formica (v funkciji do 1.8.1986)
- Lelio Lagorio (zapustil funkcijo 6.8.1986)

#### Podpredsedniki
- Francesco Colucci
- Angelo Cresco
- Maurizio Sacconi

#### Sekretarji
- Natale Amodeo
- Rossella Artioli
- Marte Ferrari

#### Člani
- Egidio Alagna
- Guido Alberini
- Giuliano Amato
- Aldo Aniasi
- Vincenzo Balzamo
- Francesco Barbalace
- Felice Borgoglio
- Antonio Caldoro (v funkciji do 10.7.1984)

Giuseppe Demitry (prevzel 11.7.1984)
- Nicola Capria
- Antonio Carpino
- Mario Casalinuovo
- Ottaviano Colzi
- Carmelo Conte
- Bettino Craxi
- Francesco Curci
- Francesco De Carli
- Gianni De Michelis
- Paris Dell'Unto
- Giulio Di Donato
- Pasquale Diglio
- Luigi Dino Felisetti
- Giulio Ferrarini
- Filippo Fiandrotti
- Laura Fincato Grigoletto
- Filippo Fiorino
- Francesco Forte
- Loris Fortuna (v funkciji do 5.12.1985)

Bortolo Mainardi (prevzel 12.12.1985, v funkciji do 7.1.1986)
Roberta Breda (prevzela 15.1.1986)
- Giorgio Gangi
- Ugo Intini
- Giuseppe La Ganga
- Silvano Labriola
- Claudio Lenoci
- Oreste Lodigiani
- Enrico Manca (v funkciji do 4.12.1986)

Giampaolo Fatale (prevzel 11.12.1986, v funkciji do 28.1.1987)
Andrea Manna (prevzela 29.1.1987)
- Alberto Manchinu
- Giacomo Mancini
- Agostino Marianetti
- Claudio Martelli
- Biagio Marzo
- Antonio Mundo
- Giovanni Nonne
- Gabriele Piermartini
- Paolo Pillitteri (v funkciji do 2.2.1987)

Michele Achilli (prevzel 5.2.1987)
- Franco Piro
- Damiano Potì
- Mario Raffaelli
- Giuseppe Reina
- Domenico Romano
- Giorgio Ruffolo
- Gabriele Salerno
- Mauro Sanguineti
- Giulio Santarelli
- Renzo Santini
- Nicola Scaglione (v funkciji do 12.6.1985)

Guido De Martino (prevzel 12.6.1985)
- Mauro Seppia
- Claudio Signorile
- Giampaolo Sodano
- Valdo Spini
- Domenico Susi
- Francesco Tempestini
- Antonio Testa
- Angelo Tiraboschi
- Franco Trappoli
- Saverio Zavettieri

Dne 16.4.1986 se je pridružil skupini poslanec Francesco Roccella - originalno član Gruppo Misto

### Movimento Sociale Italiano - Destra Nazionale

#### Predsednik
- Alfredo Pazzaglia

#### Podpredsedniki
- Cesco Giulio Baghino
- Guido Lo Porto (v funkciji od 20.12.1984)

#### Sekretarji
- Ugo Martinat
- Girolamo Rallo
- Marcello Zanfagna (v funkciji do 15.8.1984)

#### Upravni sekretarji
- Nino Sospiri

#### Člani
- Massimo Abbatangelo
- Paolo Agostinacchio
- Giorgio Almirante
- Fortunato Aloi
- Renato Alpini
- Filippo Berselli
- Ludovico Boetti Villanis Audifreddi
- Giulio Caradonna
- Olindo Del Donno
- Ferruccio De Michieli Vitturi (v funkciji do 28.6.1984)

Gastone Parigi (prevzel 4.7.1984)
- Gianfranco Fini
- Giovanni Forner
- Franco Franchi
- Antonio Guarra
- Antonino Macaluso
- Giulio Maceratini
- Angelo Manna
- Altero Matteoli
- Antonio Mazzone
- Domenico Mennitti
- Vito Miceli
- Cristiana Muscardini
- Antonio Parlato
- Giovanni Pellegatta
- Adriana Poli Bortone
- Pino Rauti
- Giuseppe Rubinacci
- Franco Servello
- Tomaso Staiti di Cuddia delle Chiuse
- Carlo Tassi
- Giuseppe Tatarella
- Enzo Trantino
- Mirko Tremaglia
- Paolo Tringali
- Raffaele Valensise
- Marcello Zanfagna (v funkciji do 15.8.1984)

Michele Florino (prevzel 20.9.1984)

### Repubblicano

#### Predsednik
- Adolfo Battaglia

#### Podpredsedniki
- Antonio Del Pennino (v funkciji do 4.10.1983)
- Mauro Dutto (v funkciji od 4.10.1983)

#### Sekretarji
- Mauro Dutto (v funkciji do 4.10.1983)
- Gerolamo Pellicanò (v funkciji od 4.10.1983)

#### Člani
- Alberto Arbasino
- Luigi Arisio
- Oddo Biasini
- Giorgio Bogi
- Guglielmo Castagnetti
- Michele Cifarelli
- Giorgio Da Mommio
- Antonio Del Pennino
- Mario Di Bartolomei (v funkciji do 2.8.1984)

Tommaso Alibrandi (prevzel 2.8.1984)
- Carlo Di Re
- Enrico Ermelli Cupelli
- Carlo Fusaro (v funkciji do 20.9.1984)
- Roberto Barontini (zapustil funkcijo 20.9.1984)
- Giuseppe Galasso
- Antonino Germanà
- Gaetano Gorgoni
- Aristide Gunnella
- Giorgio La Malfa
- Oscar Mammì
- Guido Martino (v funkciji od 9.8.1983)
- Giorgio Medri
- Mario Monducci (v funkciji do 5.3.1986)

Francesco Quintavalla (prevzel 6.3.1986)
- Francesco Nucara
- Vittorio Olcese
- Danilo Poggiolini
- Gianni Ravaglia
- Bruno Visentini

### Partito Socialista Democratico Italiano

#### Predsednik
- Alessandro Reggiani

#### Podpredsedniki
- Costantino Belluscio

#### Sekretarji
- Giovanni Cuojati
- Alessandro Ghinami

#### Člani
- Giuseppe Amadei (v funkciji do 5.2.1987)

Angelo Tansini (prevzel 5.2.1987)
- Filippo Caria
- Alberto Ciampaglia
- Graziano Ciocia
- Paolo Correale
- Bruno Corti
- Silvano Costi
- Emilio De Rose
- Michele Di Giesi (v funkciji do 20.11.1983)

Eugenio Sarli (prevzel 30.11.1983)
- Salvatore Genova

poslanec do 31.5.1985 in se potem pridruži Krščanskim demokratom
- Pietro Longo
- Dino Madaudo
- Renato Massari
- Franco Nicolazzi
- Luigi Preti
- Enrico Rizzi
- Pier Luigi Romita
- Martino Scovacricchi
- Carlo Vizzini

### Sinistra Indipendente

#### Predsednik
- Stefano Rodotà

#### Podpredsedniki
- Franco Bassanini
- Gustavo Minervini

#### Sekretarji
- Aldo Rizzo
- Lucio Pisani (v funkciji od 1.8.1985)

#### Člani
- Laura Balbo
- Andrea Barbato
- Giancarla Codrignani
- Mario Luigi Columba
- Giovanni Cesare Ferrara
- Elio Giovannini
- Luciano Guerzoni
- Natalia Levi Baldini
- Angelo Mancuso
- Salvatore Mannuzzu
- Ettore Masina
- Giorgio Nebbia
- Pierluigi Onorato
- Giovanni Salatiello
- Vincenzo Visco

### Partito Liberale Italiano

#### Predsednik
- Aldo Bozzi

#### Podpredsedniki
- Pietro Serrentino

#### Člani
- Renato Altissimo
- Antonio Baslini
- Paolo Battistuzzi
- Alfredo Biondi
- Raffaele Costa
- Saverio D'Aquino
- Francesco De Lorenzo
- Stefano De Luca
- Giuseppe Facchetti
- Giorgio Ferrari
- Savino Melillo
- Antonio Patuelli
- Egidio Sterpa
- Valerio Zanone

### Partito Radicale

#### Predsedniki
- Marco Pannella (v funkciji do 6.3.1984)
- Roberto Cicciomessere (v funkciji od 6.3.1984 do 13.11.1984)
- Francesco Rutelli (v funkciji od 26.11.1984)

#### Podpredsedniki
- Mauro Mellini (v funkciji do 6.3.1984)
- Giovanni Negri (v funkciji do 5.7.1984)
- Gianfranco Spadaccia (v funkciji do 30.9.1986)

#### Sekretarji
- Massimo Teodori

#### Člani
- Adelaide Aglietta (v funkciji do 30.9.1986)

Alessandro Tessari (prevzel 2.10.1986)
- Roberto Cicciomessere (v funkciji do 13.11.1984)

Giuseppe Calderisi (prevzel 14.11.1984, v funkciji do 19.2.1987)
Maria Teresa Di Lascia (prevzela 19.2.1987)
- Marcello Crivellini

poslanec do 5.3.1986 in se potem pridruži skupini Misto
- Gianluigi Melega (v funkciji do 12.6.1986)

Franco Corleone (prevzel 13.6.1986)
- Mauro Mellini (v funkciji do 20.9.1984)

Sergio Stanzani Ghedini (prevzel 20.9.1984)
- Toni Negri
- Giovanni Negri (v funkciji do 5.7.1984)

Francesco Roccella (prevzel 11.7.1984)
poslanec do 28.2.1986 in se potem pridruži skupini Misto
- Marco Pannella (v funkciji do 3.12.1986)

Emma Bonino (prevzela 5.12.1986)
- Gianfranco Spadaccia (v funkciji do 30.9.1986)

Angiolo Bandinelli (prevzel 2.10.1986)

### Democrazia Proletaria

#### Predsednik
- Massimo Gorla

#### Podpredsedniki
- Franco Calamida
- Guido Pollice

#### Člani
- Mario Capanna
- Edo Ronchi
- Franco Russo
- Gianni Tamino

### Misto

#### Predsednik
- Luca Cafiero (PdUP) (v funkciji do 1.12.1984)
- Cesare Dujany (UV) (v funkciji od 10.12.1984)

#### Podpredsedniki
- Cesare Dujany (UV) (v funkciji do 10.12.1984)
- Roland Riz (SVP)

#### Sekretarji
- Michl Ebner (SVP)

#### Componente Partito Liberale Italiano
- Renato Altissimo
- Antonio Baslini
- Paolo Battistuzzi
- Alfredo Biondi
- Aldo Bozzi
- Raffaele Costa
- Saverio D'Aquino
- Francesco De Lorenzo
- Stefano De Luca
- Giuseppe Facchetti
- Giorgio Ferrari
- Savino Melillo
- Antonio Patuelli
- Pietro Serrentino
- Egidio Sterpa
- Valerio Zanone

Dne 4.10.1983 je ustanovljena Partito Liberale Italiano

#### Componente Partito Radicale
- Adelaide Aglietta
- Roberto Cicciomessere
- Marcello Crivellini
- Gianluigi Melega
- Mauro Mellini
- Toni Negri
- Giovanni Negri
- Marco Pannella
- Francesco Rutelli
- Gianfranco Spadaccia
- Massimo Teodori

Dne 4.10.1984 je ustanovljena Partito Radicale

#### Componente Democrazia Proletaria
- Franco Calamida
- Mario Capanna
- Massimo Gorla
- Guido Pollice
- Edo Ronchi
- Franco Russo
- Gianni Tamino

Dne 4.10.1983 je ustanovljena Democrazia Proletaria

#### Sestavni del Stranke proletarske enotnosti
- Luca Cafiero
- Luciana Castellina (v funkciji do 23. 5. 1984)
- Famiano Crucianelli
- Alfonso Gianni
- Lucio Magri
- Massimo Serafini

Dne 1. 12. 1984 se poslanci Cafiero, Crucianelli, Gianni, Magri in Serafini pridružijo Italijanski komunistični partiji.

#### Sestavni delJužnotirolske ljudske stranke
- Hans Benedikter

#### Sestavni del Beneške lige
- Achille Tramarin

#### Sestavni del Sardinske akcijske stranke
- Mario Melis (v funkciji do 20. 9. 1984)

Giovanni Battista Columbu (prevzel 20. 9. 1984)

#### Drugi člani
Dne 2.2.1984 se je pridružil skupini poslanec Silverio Corvisieri - originalno član Partito Comunista Italiano
Dne 5.3.1986 se je pridružil skupini poslanec Marcello Crivellini - originalno član Partito Radicale